# عادل تئودور خوری
عادل تئودور خوری (متولد ۲۶ مارس ۱۹۳۰ در تبنین، لبنان) متأله مسیحی است. او تا هنگام بازنشستگی در سال ۱۹۹۳، مدیر گروه الهیات دانشگاه وستفالی ویلهلم، مونستر بود.